# یهوشوا فایگنباوم
یهوشوا فایگنباوم (به عبری: יהושע "שייע" פייגנבוים‎) مهاجم اهل اسرائیل است که از سال ۱۹۶۶ تا ۱۹۷۷ میلادی عضو تیم ملی فوتبال اسرائیل بوده و در ۵۰ بازی ملی حضور داشته است. یهوشوا فایگنباوم توانسته در بازی‌های ملی، ۲۴ گل به ثمر برساند.